# المكتب الوطني للهيدروكاربورات والمعادن (المغرب)
تم إنشاء المكتب الوطني للهيدروكربورات والمعادن (ONHYM) في المغرب في 17 غشت 2005 للمساهمة في التنمية الاقتصادية من خلال تطوير الموارد الطبيعية للنفط والتعدين المغربي (باستثناء الفوسفات).

## وصف
المكتب الوطني للهيدروكربورات والمعادن هي مؤسسة عامة مستقلة مالياً.
تتركز استراتيجيته على المحاور الرئيسية: الزيادة في احتياطي النفط والتنقيب عن المعادن في المغرب، تعزيز دوره والانفتاح على السوق العالمية وتطوير الشراكات مع المستثمرين الأجانب كجزء من سياسته لتعزيز الثروة النفطية والمعدنية في البلاد.
مديرها العام منذ سنة 2003 هي أمينة بنخضرة.

## التاريخ
أسس المكتب الوطني للهيدروكربورات والمعادن (ONHYM) في 17 غشت 2005 من اندماج مكتب البحوث والتعدين (BRPM) والمكتب الوطني لأبحاث البترول والاستغلال (ONAREP).

## رابط خارجي
- الموقع الرسمي